# ペントミック
ペントミック（英語: Pentomic）は、1950年代中盤にアメリカ陸軍が考案した師団の編制に関するコンセプト。戦術核兵器など新しい兵器・技術を踏まえて、将来の戦場への対応を図った先進的な試みであったが、そのための技術は未成熟な部分が多く、またあまりに抜本的な変革であったために教育なども混乱して、想定通りの運用状態に達することができず、1959年には実質的に中止された。

## 来歴
陸軍は、1949年までに核兵器の戦術的使用の問題についての研究を開始していた。またハードウェア面でも、1944年には既に核兵器を使用するための火砲（原子砲）の開発が着手されており、1953年にはM65 280mmカノン砲による核砲弾（W9）の射撃試験が成功し（アップショット・ノットホール作戦）、陸戦における真の核兵器時代が到来した。
同年に就任したアイゼンハワー大統領は放漫財政を是正して「健全な経済」を確立することを重視しており、冷戦が激化するなかで国防費と兵力を削減していくために核兵器の抑止力に期待が向けられた。ソビエト連邦の在来戦力が圧倒的優位にあるヨーロッパにおいて、核兵器はその相殺手段と捉えられ、アメリカ軍は、この新しい兵器による軍事革命の可能性を予見した。同年に陸軍参謀総長に就任したマシュー・リッジウェイ大将は、就任時のスピーチで「陸軍の『機動』と『火力』を増加させ、より効果的なものにしなければならない」と述べ、核兵器が陸軍の新しい火力の大部分に取って代わることを示唆した。
これを受けて陸軍全体で核時代への対応が志向され、特に西ドイツに駐留する第7軍団長のジェームズ・ギャビン中将は、核戦場を想定した戦術演習を統裁して「第二次世界大戦タイプの編制は核戦術には適用できず、例外があるとすれば機甲師団である」と述べるとともに、歩兵師団を、自律的で広く分散でき、独力での継戦能力を備えた戦闘グループにできるように再編する必要があると結論づけた。また1954年には、陸軍の正規の研究の一環としての野外試験も行われた。これらの試みを踏まえ、1955年2月の会議において、ギャビン中将は線形（linear）よりはむしろ細胞（cellular; 拠点・分散）の戦場を予測すると述べた。またそれまで師団長が統制する連隊は3つが上限だったが、試験を通じて、通信機能の改善によってより多くの部隊を運用することが可能であると立証され、「隷属する部隊の最適な数は5個」と結論された。
これらの検討を踏まえ、リッジウェイ大将の後をついで陸軍参謀総長となったテイラー大将によって提唱されたのがペントミック・コンセプトであり、まず1956年9月に第101空挺師団が再編されたのを皮切りに、12月には陸軍の全ての師団の再編成が承認されて、再編に着手した。

## 編制

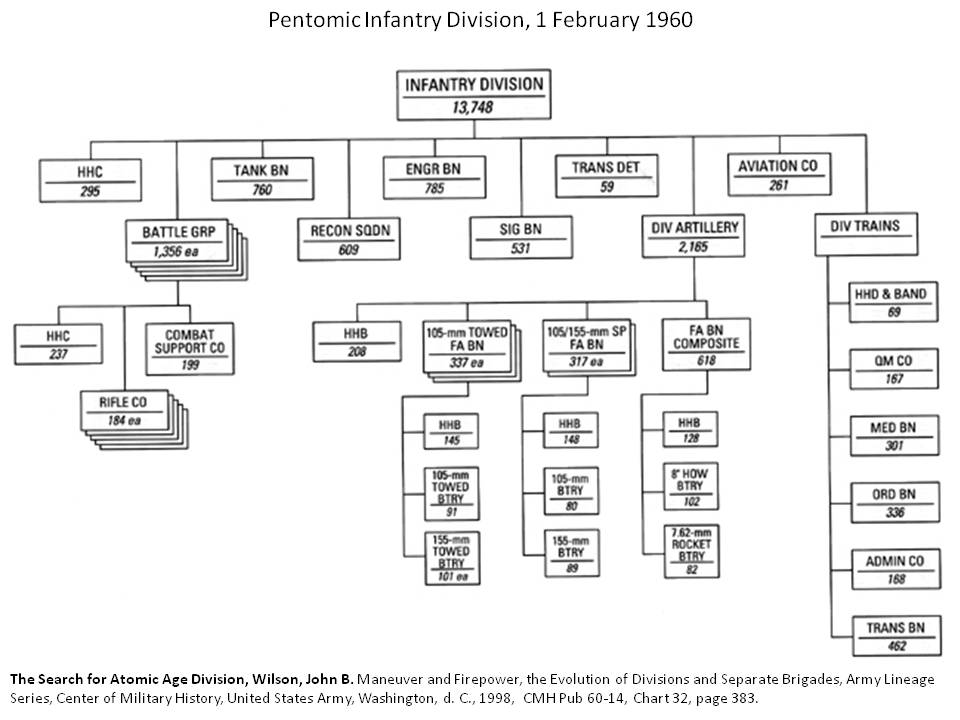
ペントミック師団の編制 (1960年)

ペントミック師団は、公式にはROCID（Reorganization of the Current Infantry Division: 現行歩兵師団の改編）と称される。その根本的なコンセプトは、師団を、ある程度の独立作戦が可能な5個の戦闘群（Battle group）に分割し、迅速に離合集散を繰り返すことで、戦術核兵器の攻撃対象となりうる部隊集結状況を減らし、残存性を高めることにあった。それぞれの戦闘群は他の戦闘群と接して並ぶのではなく互い違いになる「チェッカーボード」方式での配置を予定しており、それぞれ全周防御の能力を持って、小区画化された戦場で行動し、独力での継戦能力を有するよう設計されており、師団全体としての冗長性を確保するよう計画された。また核戦争と同時に限定戦争にも対応するため、戦車以外の装備品について空輸能力の向上が求められた。
ペントミック師団の戦闘群は従来の大隊よりは大きいが、連隊よりは小さく、それぞれ、5つの小銃中隊、迫撃砲を含む戦闘支援中隊、そして本部と本部管理中隊を含んでいた。師団長直轄の戦闘群（2個以上）とは別に特殊任務部隊を編成して、副師団長の指揮下に置くことができた。またこれらの戦闘群とは別に、5個戦車中隊からなる装甲大隊、3個運用単位を保持する騎兵大隊、5個直接支援砲兵大隊、そして1個全般支援砲兵大隊があり、装甲兵員輸送車は輸送大隊の一元統制下に維持された。
歩兵師団ではこのように抜本的な再編がなされたのに対し、機甲師団における影響は限定的で、従来のコンバット・コマンド編制は保持された。機甲師団における主な変更点は核能力、非核火力、そして強力な航空部隊の分遣能力の保持であった。
なお1950年代末期にアイゼンハワー政権が核戦力を重視する政策を採ったのを受けて、陸軍規模が縮小されることになると、ペントミック師団もその例外とはならず、以前の師団編制と比べて、約3,000名の削減となった。

## その後

### 課題と代替計画
ROCID計画は現状の抜本的な改変を志向しており、思考法やドクトリン、編成について、平時のアメリカ陸軍としては類例をみない規模での変更が求められた。しかし変更は思うようには受け入れられず、多くは成功しなかった。またペントミック師団の機動と統制のためには、通信やレーダーなどのセンサー、そして航空機などを含む新しい装備品による基盤が必要であったが、これらが使用可能になるには、1950年代後半を待つ必要があった。
またアメリカ陸軍では、核兵器の導入により戦場の規模が拡大すると予測し、これにあわせて師団の規模も増大させる必要があると考えていたが、実際には上記の通りペントミック化とあわせて師団の人員は逆に削減された。すなわち、結果的にマンパワーの削減を核火力の増強で補うかたちとなったが、これはアメリカ陸軍の構想とは逆のものであった。またペントミック師団で空輸性の向上が図られたのに伴って、1957年には空軍航空機における陸軍の使用枠を拡大するという国防省合意がなされたものの、その埋め合わせとして「空輸以外での陸軍輸送を減じる」といった規定が含まれていたため、陸軍の平時の輸送の問題も生じていた。
1956年にペントミック・コンセプトが承認されたとき、陸軍は、このコンセプトに沿った近代化を進めるか、あるいは現状を維持するかについて、5年以内に結論するべき課題としていた。このため、1950年代末期にかけて多くの研究が行われたが、いずれも陸軍が直面する複雑な問題の解決策として期待しうるものにはならなかった。
1959年1月には、ペントミック・コンセプトの行き詰まりを認識した大陸陸軍コマンド（CONARC）司令官クラーク大将によって現代機動陸軍（Modern Mobile Army, MOMAR）コンセプトの研究が開始され、1960年4月には指揮幕僚大学（CGSC）によって同コンセプトの開発を継続するための調整機関が設置された。MOMARコンセプトによる師団は、ペントミック師団の指針の一部を踏襲しつつも火力や機甲戦力などを強化しており、重師団と中師団の2種類が検討されていた。しかしMOMAR型重師団は世界の多くの地域で運用するには明らかにオーバースペックであることもあって、1960年12月、陸軍参謀次長 (VCSA) エドルマン大将は、クラーク大将に対して「MOMARは参考にはなるが、そのまま採択することはできない」旨を述べており、結局は棚上げされた。
これらの検討を踏まえて、エドルマン大将は陸軍再編成目標師団（Reorganization Objective Army Division, ROAD）1965研究を開始させた。ROAD1965コンセプトによる師団はbuilding blockアプローチを全面的に導入しており、師団の種類に応じて戦闘機動大隊の数を変更するとともに、師団内に3つの旅団司令部を常設し、適宜に諸兵科連合タスクフォースを構成できるようになっていた。1961年3月、その研究成果は陸軍省に報告され、速やかに陸軍参謀総長デッカー大将の承認を受けて、更に陸軍長官および国防長官の承認を経て、1961年5月にはケネディ大統領に承認され、1962年より導入された。

### 他国への影響
フランス陸軍は1955年よりジェヴェロー（Javelot）師団の検討を開始した。この編制では、連隊は複数の中隊から構成される大型大隊となっており、ペントミック師団における戦闘群と同様の役割を果たすことになっていた。やはりペントミック師団と同様にヨーロッパでの核戦争を想定した改編であったが、折からのアルジェリア戦争や1956年の第二次中東戦争で非対称戦争・対反乱作戦での有用性を実証したこともあり、1977年には全軍で導入された。
陸上自衛隊では1958年11月に井本熊男陸将（陸上幕僚監部第五部長）がアメリカ軍の施設や訓練法を視察するために訪米した際に、自衛隊改革の一環として陸自にアメリカ陸軍をモデルにしたペントミック師団（核装備師団）を創設する可能性に言及していた。1962年より発動された師団化改編において、管区隊・混成団から改編して師団を設置する際、その師団・連隊の編制についてペントミック師団との関連性が指摘されている。